# Force (physique)
 (juillet 2023).
Si vous disposez d'ouvrages ou d'articles de référence ou si vous connaissez des sites web de qualité traitant du thème abordé ici, merci de compléter l'article en donnant les références utiles à sa vérifiabilité et en les liant à la section « Notes et références ».
Pour les articles homonymes, voir Force.
En physique classique, une force est une grandeur vectorielle qui modélise l'action mécanique exercée sur un objet ou une partie d'objet par un autre objet ou partie d'objet. L'ensemble des forces appliquées à un objet provoque son accélération ou sa déformation. En physique quantique ou relativiste le concept de force est abandonné, sinon dans le sens qualitatif d'interaction (force faible, force nucléaire, etc.).
Introduit antérieurement — notamment à partir de la sensation corporelle des contractions musculaires —, le concept de force a été précisé en 1684 par Isaac Newton, qui en a fait l'un des fondements de la mécanique newtonienne.

## Histoire
Le concept de force est ancien, mais il a mis longtemps à obtenir une nouvelle définition utilisable. Il y a une première difficulté liée au fait que la force est plus compliquée que des grandeurs physiques telles que la longueur ou la masse : ces dernières sont représentées seulement par une grandeur scalaire, alors que la force nécessite en plus le concept de vecteur pour représenter la direction d'action. 
Plus gravement, il n'est pas bien clair s'il existe une réalité physique dont les vecteurs des forces seraient une représentation. Les philosophes et physiciens du courant dit opérationnaliste ou instrumentaliste nient qu'il existe des forces réelles : selon eux, les vecteurs de forces utilisés en mécanique ne sont que des outils de représentation abstraite utile au physicien, mais qui ne correspondent pas à une chose dans la réalité. Comme arguments en faveur de leur thèse, on retiendra qu'il est possible de se passer totalement du concept de force (s'il y avait une réalité physique correspondante, il faudrait d'une façon ou d'une autre qu'elle soit représentée pour que le système fonctionne), et que les forces sont imperceptibles (on ne connaît aucun capteur de force qui mesurerait directement une force, ceux qui existent, aussi bien biologiques qu'artificiels, mesurent en réalité une autre grandeur, généralement un déplacement ou des variations d'autres grandeurs, comme la résistivité, qu'un déplacement produit). Les réalistes au sujet des forces, à l'opposé, soutiennent que les vecteurs de forces réfèrent à des forces qui existent indépendamment de leur représentation. À l'objection selon laquelle les forces sont imperceptibles, ils répondent souvent que la perception tactile ou le sens musculaire nous permettent d'expérimenter de telles entités physiques (argument qui a du sens tant qu'on ignore que nos organes sont en réalité sensibles à des déplacements et non des forces). Quoi qu'il en soit, le fait que cette querelle philosophique existe encore de nos jours traduit une difficulté profonde.
Archimède, lors de l'étude du problème du bras de levier qu'il effectue dans De l'équilibre des figures planes, évoque le poids des corps, sans expliquer plus explicitement ce qu'il entendait par là. Lors de son étude sur les poulies, la notion de force est utilisée confusément comme étant la tension dans les fils.[réf. nécessaire] Dans son Traité des corps flottants, il utilise explicitement la notion de force, mais toujours en la comparant au poids. 
Galilée, quand il traite le problème du plan incliné ou celui de la chute des corps, continue dans la même veine : la notion de force n'est pas explicitement utilisée alors que masse, vitesse et temps le sont. Un peu auparavant, la composition des forces apparaît implicitement dans les travaux de Simon Stevin (De Beghinselen der Weeghconst, 1586), cependant la distinction entre la notion de force et de vitesse n'y est pas encore nette.
À la suite des travaux de Huygens, Leibniz définit mathématiquement la force vive comme la masse multipliée par le carré de la vitesse, ainsi que l'action comme cette force (m·v2) multipliée par le temps, autrement dit la somme de toutes les forces vives d'un système pendant une durée, concept que répandront Wolff, Maupertuis et Lagrange.
Isaac Newton est celui qui définit ce qu'on entend par force en physique de nos jours. Il l'appelle force accélératrice dans ses Philosophiae Naturalis Principia Mathematica (1687), et cela lui permet une présentation simple de la mécanique classique (lois du mouvement de Newton). Newton prévient toutefois qu'il ne considère pas ces « forces » d'un point de vue physique mais seulement mathématique et il il précise par ailleurs que l'action à distance (que la force permet) lui parait absurde, de sorte qu'il y a forcément quelque chose d'autre, encore inconnu, qui justifie la gravité.
Aujourd'hui, la notion de force en physique reste très utilisée, en particulier dans l'enseignement et dans l'ingénierie. Pourtant, alors que les moments, l'énergie et les quantités de mouvement ou impulsions sont des grandeurs fondamentales de la physique, la force peut être vue comme un artifice de modélisation, commode mais non indispensable. En mécanique analytique existent des formulations de la mécanique classique qui n'utilisent pas le concept de force. Ces formulations, apparues après la mécanique newtonienne, font cependant appel à des notions encore plus abstraites que le vecteur force, et on considère en conséquence qu'il vaut mieux les introduire seulement dans l'enseignement supérieur.
Les forces sont d'autre part souvent confondues avec le concept de contrainte mécanique, et notamment avec les tensions.

## Caractéristiques
La force est une grandeur de nature vectorielle. Une force peut être complètement représentée par un vecteur lié (ayant une direction, un sens et une intensité) et un point d'application, voir « Vecteur force ».
Quand un ensemble de forces est appliqué à un système indéformable (un solide parfait), cet ensemble peut être complètement représenté par un torseur (caractérisé par un vecteur et le moment en un point).
Parmi les forces entre plusieurs objets il peut être commode de distinguer celles qui s'exercent à leur contact de celles qui s'exercent à distance, mais il n'y a pas entre elles de différence de nature (les forces de contact sont de nature électrostatique).
Quand on s'intéresse à un système déformable (dispositif mécanique, solide élastique, fluide, etc.), il est utile de distinguer les forces intérieures (exercées entre les différentes parties du système) des forces extérieures (exercées par des objets non inclus dans le système considéré).

## Un concept très utile
Le concept de force est très utile pour « imaginer » le mouvement (dynamique), les efforts (statique) ou déformations (Résistance des matériaux) subis par un objet. Quelle que soit la ou les causes du mouvement ou des efforts (freinage par frottement, accélération par moteur, portance sur une aile par les écoulements de l'air, attraction par la terre, attraction par un aimant, etc.), tout se passe comme si on attachait à cet objet des petits élastiques tendus avec la même tension que la force qui s'applique sur l'objet.
Qui plus est, il est possible de combiner les forces s'appliquant sur un même point, mais provenant de différentes causes, en une seule force. Pour cela, il suffit de sommer les vecteurs force (cette opération revient à remplacer deux élastiques attachés à un même point, mais tirant peut-être dans des directions différentes, par un seul élastique produisant la même tension).
C'est cette capacité à réunir et à combiner dans un même outil des phénomènes aussi variés qui confère toute sa puissance au concept de force.
Ainsi, une fois assimilées les lois du mouvement de Newton, on peut comprendre l'effet de n'importe quelle interaction sur un objet, pourvu, toutefois, de rester dans les conditions d'application de la mécanique classique :
- les objets doivent être suffisamment grands, par rapport à un atome, pour que la matière paraisse continue (sinon, il faut utiliser la mécanique quantique) ;
- les vitesses doivent être relativement faibles, par rapport à la vitesse de la lumière (sinon, il faut utiliser la relativité générale ou la relativité restreinte) ;
- le champ de gravitation doit être peu variable et d'intensité limitée, afin que l'on puisse négliger ses effets sur la géométrie de l'espace-temps (sinon, il faut utiliser la relativité générale).

Dans notre vie quotidienne de terriens humains, les conditions d'application de la mécanique classique sont toujours satisfaites sur les objets que nous pouvons voir sur terre à l'œil nu. Mais les propriétés de ces objets (couleurs, dureté, fonctionnement d'un appareil électronique, etc.) s'expliquent en général par des interactions au niveau moléculaire, et nécessitent parfois, pour être expliquées, d'avoir recours à la mécanique quantique.

### Application aux systèmes complexes
Quand on étudie le comportement d'un système physique constitué de plusieurs objets et qu'on fait le bilan des forces {\displaystyle {\vec {F}}} appliquées au système (c'est-à-dire à ses différents objets), il est utile de distinguer les forces intérieures {\displaystyle {\vec {F}}_{\mathrm {int} }} (exercées par d'autres objets du système) des forces extérieures {\displaystyle {\vec {F}}_{\mathrm {ext} }} (exercées par des objets extérieurs au système). On montre en effet que la résultante des forces intérieures est nulle et donc qu'elles ne contribuent en rien à l'accélération globale du système (c'est-à-dire l'accélération de son centre de gravité). Par contre elles interviennent dans le bilan énergétique (parce que deux forces opposées deux-à-deux peuvent très bien fournir un travail non nul).

## Vecteur force
En physique, on modélise une force par un vecteur lié. Un représentant du vecteur force est caractérisé par quatre éléments :
1. La direction : orientation de la force ;
2. Le sens : vers où la force agit ;
3. La norme : intensité de la force, elle est mesurée en newtons (N) ;
4. Le point d'application : endroit où la force s'exerce.

Il est également possible d'employer un vecteur glissant, en remplaçant la donnée du point d'application par celle de la droite support.

### Le parallélogramme des forces (Relation de Chasles appliquée aux vecteurs forces)

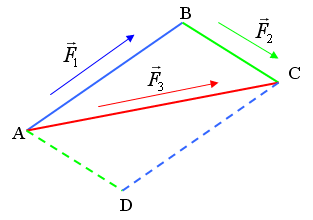
Parallélogramme des forces.

Le théorème du parallélogramme des forces explique que différentes combinaisons de mouvements (« trajets ») vers un point puissent coexister. Les combinaisons de mouvements sont différentes dans les deux cas mais elles sont équivalentes, elles permettent de rejoindre le même point.
Dans le parallélogramme ci-contre, on peut distinguer deux types de mouvement :
- un déplacement parallèle à AB et DC (côtés bleus du parallélogramme) ;
- un déplacement parallèle à AD et BC (côtés verts du parallélogramme).

Quand un solide est situé initialement au point A, l'ordre de parcours AB puis BC ou bien AD puis DC n'a aucune influence sur le résultat final : quel que soit l'ordre des mouvements, le solide est déplacé au point C.
L'observation  entre les forces (les causes) et les mouvements (les effets) fut utile à Simon Stevin puis Isaac Newton. Le théorème du parallélogramme des forces s'énonce ainsi :
Considérons un solide au point A. Appliquons-lui une force F1 proportionnelle et parallèle au segment AB et qui déplace l'équilibre du solide au point B, puis une force F2 proportionnelle et parallèle au segment BC et qui déplace l'équilibre du solide du point B au point C. Alors la force F3 parallèle au segment AC et qui déplace l'équilibre du solide du point A au point C est telle que :
{\displaystyle {\frac {F_{3}}{\rm {AC}}}={\frac {F_{1}}{\rm {AB}}}+{\frac {F_{2}}{\rm {BC}}}}.
La force F3 est appelée la force « résultante » des deux forces F1 et F2.
Inversement, soit un point B quelconque et la force F3 proportionnelle et parallèle au segment AC et qui déplace l'équilibre du solide du point A au point C. Considérons les forces F1 et F2 parallèles respectivement aux segments AB et BC et telles que :
{\displaystyle {\frac {F_{1}}{\rm {AB}}}+{\frac {F_{2}}{\rm {BC}}}={\frac {F_{3}}{\rm {AC}}}}.
Alors l'application des forces F1 et F2 au solide va déplacer l'équilibre de ce dernier du point A au point C.

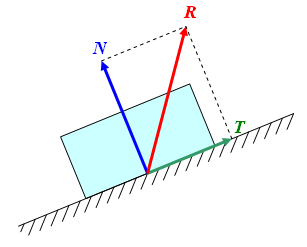
Décomposition d'une force.

Cette dernière propriété des forces permet de séparer une force en plusieurs composantes et est utilisée par exemple pour décomposer une force de réaction R en ses composantes normale (l'effort d'appui N) et tangentielle (l'effort de frottement T).
Enfin, soit un point D tel que ABCD soit un parallélogramme, alors la force F2, qui déplace l'équilibre du solide du point B au point C, peut aussi déplacer l'équilibre du point A au point D. Il en est de même pour la force F1 qui peut indifféremment déplacer le solide du point A au point B ou du point D au point C.
Le parallélogramme des forces amène naturellement à modéliser celles-ci par un vecteur souvent noté {\displaystyle {\vec {F}}}. Le sens et la direction du vecteur indiquent respectivement le sens et la direction de l'action, la longueur du vecteur indiquant l'intensité de cette même action.
Avec cette notation, le parallélogramme des forces se résume simplement à la relation vectorielle suivante :
{\displaystyle {\vec {F_{3}}}={\vec {F_{1}}}+{\vec {F_{2}}}}.

### Le point d'application
Une force exerce son action en un point appelé point d'application (ou point d'impact). La connaissance de ce point est importante pour déterminer le moment de la force.
L'action d'une force peut être transmise aux autres points de l'objet par déformation élastique, par exemple, si l'on pousse une voiture, la force exercée par la paume de la main est transmise au reste du véhicule.
La notion de point d'application est évidente dans le cas d'une cause « ponctuelle » : si l'on pousse un objet à la main, le point d'application est le point de contact entre l'objet et la main, et si on le tire avec une corde, c'est le point d'attache de la corde. Cependant, à y regarder de plus près, la paume de la main fait une certaine surface, et la corde a une section non nulle. La force s'exerce donc sur une surface, et non pas en un point. Le point d'application est en fait le barycentre de la surface, en supposant que la force est répartie uniformément sur la surface ; sinon, cela se ramène à un problème de pression.
La notion peut s'étendre au cas où la surface de contact est importante, comme dans le cas de la réaction d'un support sur lequel est posé un objet, ou bien la poussée d'Archimède. On l'étend également au cas des forces volumiques, c'est-à-dire des forces à distance qui s'exercent en chaque point de l'objet, comme le poids ou l'attraction électrostatique ; le point d'application est alors aussi un barycentre (le centre d'inertie de l'objet dans le cas du poids).

### Dimension et unités de mesure
La force a pour équation aux dimensions :
[F] = M × L × T−2
L'unité de mesure (SI) d'une force est le newton, symbole N, en hommage au savant Isaac Newton.
Le newton équivaut à 1 kg⋅m⋅s-2, c'est-à-dire qu'un newton est la force colinéaire au mouvement qui, appliquée pendant une seconde à un objet d'un kilogramme, est capable d'ajouter (ou de retrancher) un mètre par seconde à sa vitesse.
On a utilisé également le kilogramme-force (kgf), force exercée par une masse de 1 kg dans le champ de pesanteur terrestre (au niveau de la mer), et qui vaut donc environ 9,81 N, ainsi que la sthène qui vaut 1 kN. L'aéronautique et l'astronautique ont fait un grand usage d'un multiple du kilogramme-force : la tonne de poussée. Là où l'on utilisait le kgf, on utilise maintenant le décanewton (daN) :
1 daN = 10 N = 1,02 kgf.
Le kilogramme-force est encore parfois utilisé, bien que l'unité ne soit pas recommandée, par exemple sur certains articles de bricolage (résistance d'une cordelette).
Les anglo-saxons utilisent parfois la livre-force :
1 lbf ≃ 4,45 N.

## Le concept de force et les théories modernes de la physique
En mécanique newtonienne, la relation entre la force et le mouvement est donnée par la 2e loi de Newton ou « principe fondamental de la dynamique » : 	
{\displaystyle {\vec {F}}={\frac {\mathrm {d} {\vec {p}}}{\mathrm {d} t}}}
où {\displaystyle {\vec {p}}} est la quantité de mouvement de l'objet, c'est-à-dire le produit de la masse par la vitesse (tandis que l'impulsion est le changement de la quantité de mouvement produit dans un court laps de temps donné), et t est le temps. Si la masse est constante, alors on a
{\displaystyle {\vec {F}}=m\,{\vec {a}}} 
où {\displaystyle {\vec {a}}} est l'accélération. 	
Ernst Mach a fait remarquer dans son ouvrage La mécanique : Exposé historique et critique de son développement (1883) que la deuxième loi de Newton contient la définition de la force donnée par Isaac Newton lui-même. En effet, définir une force comme étant ce qui crée l'accélération n'apprend rien de plus que ce qui est dans {\displaystyle {\vec {F}}=m\,{\vec {a}}} et n'est finalement qu'une reformulation (incomplète) de cette dernière équation.
Cette impuissance à définir une force autrement que par des définitions circulaires était problématique pour de nombreux physiciens parmi lesquels Ernst Mach, Clifford Truesdell et Walter Noll. Ces derniers ont donc cherché, en vain, à établir une définition explicite de la notion de force. 	
Les théories modernes de la physique ne font pas appel aux forces en tant que sources ou symptômes d'une interaction. La relativité générale utilise le concept de courbure de l'espace-temps pour décrire les effets gravitationnels, en revanche, l'effet d'un champ électromagnétique sur une particule reste, même dans ce cadre, décrit par une force. La mécanique quantique décrit les échanges entre particules élémentaires sous la forme de photons, bosons et gluons. Toutefois, comme la notion de force est un support pratique pour l'intuition, il est toujours possible, aussi bien pour la relativité générale que pour la mécanique quantique, de calculer des forces. Mais, comme dans le cas de la 2e loi de Newton, les équations utilisées n'apportent pas d'informations supplémentaires sur ce qu'est la nature intrinsèque d'une force.

## Les quatre interactions de la nature
L'électromagnétique, la gravitation, l'interaction forte et l'interaction faible sont les quatre interactions de la nature. S'il est usuel de parler des quatre « forces » de la nature, seulement deux de ces interactions conduisent à des forces : l'interaction électromagnétique et l'interaction gravitationnelle.
Les deux dernières n'interviennent que de façon interne au noyau atomique et leurs seules manifestations tangibles à notre échelle sont les réactions nucléaires. L'interaction forte permet aux particules composées de quarks, comme les protons et les neutrons, de ne pas se désagréger. Elle est également responsable, bien que de façon indirecte, de la stabilité des atomes. L'interaction faible, plus discrète à notre échelle, se manifeste dans un certain type de réaction nucléaire, la désintégration β.
En dehors des réactions nucléaires, et une fois donnés les atomes et sans considérer leurs interactions internes aux noyaux atomiques, la plupart des phénomènes physiques à notre échelle ne font intervenir que les deux autres interactions. L'interaction gravitationnelle se manifeste dans la plupart des phénomènes décrits par l'astronomie et la géologie (essentiellement, en ce qui nous concerne, le fait que nous soyons attirés par la Terre ; que cette dernière ne se désagrège pas en poussière ; les mouvements des astres ; les efforts qu'elle crée sur la croûte terrestre, participant à son évolution géologique ; les marées…). Toutefois, dans le cadre de la relativité générale, la force gravitationnelle n'est pas une véritable force mais un effet de la courbure de l'espace-temps par la matière.
Enfin, la force électro-magnétique est souvent la seule interaction à intervenir dans de très nombreux phénomènes décrits par la chimie (réactions chimiques), la physico-chimie (dureté de certains matériaux, état liquide, solide ou gazeux de la matière), la tribologie (frottements), l'optique (comportement de la lumière), et tous les phénomènes faisant intervenir l'électricité et/ou le magnétisme (moteurs électriques et alternateurs, ondes radio, fours à micro-ondes…). Pour rendre compte des propriétés mécaniques de la matière à notre échelle il importe d'ajouter le principe d'exclusion de Pauli qui implique que deux électrons ne peuvent se trouver au même endroit s'ils sont dans le même état de spin. C'est ce phénomène quantique qui est responsable de l'impénétrabilité de la matière, c'est-à-dire du fait que bien que "remplis de vide" deux atomes ne peuvent pas s'interpénétrer.

## Quelques exemples de forces
Les phénomènes qui provoquent l'accélération ou la déformation d'un corps sont très divers, on distingue donc plusieurs types de force, mais qui sont tous modélisés par un même objet : le vecteur force. Par exemple, on peut classer les forces selon leur distance d'action :
- forces de contact : pression d'un gaz, action de contact d'un objet sur un autre (appuyer, tirer), frottement ;
- forces à distance : poids (attraction gravitationnelle), force électromagnétique.

### Forces élastiques
Dans le cas le plus simple de la déformation élastique, l'allongement ou la compression modérée d'un ressort dans son axe engendre une force proportionnelle à l'allongement relatif, soit :
{\displaystyle {\vec {F}}=-k\,{\vec {x}}}
où k est la constante de raideur du ressort et x son allongement (longueur finale moins longueur initiale ; {\displaystyle {\vec {x}}=x\,{\vec {u}}}, le vecteur unitaire {\displaystyle {\vec {u}}} étant dirigé du point d'attache du ressort vers son extrémité mobile).
 La déformation des solides est étudiée par la mécanique des milieux continus (MMC).

### Pressions
Lorsqu'une force s'exerce sur une surface, il est parfois intéressant de considérer la répartition de la force selon la surface. Par exemple, si l'on enfonce une punaise dans du bois, la punaise s'enfonce car la force est répartie sur une toute petite surface (l'extrémité de la pointe) ; si l'on appuie simplement avec le doigt, le doigt ne va pas s'enfoncer dans le bois car la force est répartie sur une grande surface (l'extrémité du doigt). Pour ce type d'études, on divise l'intensité de la force par la surface sur laquelle elle s'exerce, c'est la pression. Au sein d'un matériau solide, cette pression est appelée contrainte (stress).
Par définition, la pression p vaut :
{\displaystyle p={\frac {F}{S}}}
où :
- F est la force en newtons (N) ;
- S est la surface en  m2 ;
- p est en  pascals (Pa), qui sont des N/m2.

### Forces centrales
Une force est dite centrale si sa direction passe à tout instant par un point O fixe dans le référentiel d'étude, appelé centre de force. Bien souvent, de telles forces sont conservatives, mais il est utile de distinguer les deux notions. Ainsi la force de gravitation exercée par un corps ponctuel sur un autre est centrale ET conservative, tandis que pour le pendule simple, la tension du fil est centrale (elle passe à tout moment par le point de fixation du fil) mais NON conservative. Une caractéristique importante du mouvement sous l'action d'une force purement centrale est que le moment cinétique du système par rapport au centre de force est conservé.

### Forces conservatives
Certaines forces peuvent dériver d'un potentiel, dans ce cas, il existe un champ U homogène à une énergie tel que la force résultante peut s'écrire sous la forme suivante :
{\displaystyle {\vec {F}}=-{\vec {\nabla }}\,U}.
De telles forces sont conservatives.

### Forces volumiques
Il existe des forces qui s'exercent sur la totalité de l'objet, comme le poids, ces forces sont dites volumiques. On démontre, dans le cas des solides indéformables, que l'action de telles forces est équivalente à l'application d'une seule force au barycentre du corps, encore appelé « centre de masse », « centre de gravité » ou « centre d'inertie ».

## Force et lagrangien
En mécanique lagrangienne, si l'on note L(q,q') le lagrangien du système
avec q la position et q' la vitesse du système, on a :
{\displaystyle F={\frac {\partial L}{\partial q}}}.
On notera que F est une force généralisée : force (au sens ordinaire du terme) si la coordonnée généralisée q est une coordonnée cartésienne (exprimée en mètres), mais moment de force si q est une coordonnée angulaire (exprimée en radians).

## Force, travail et énergie
L'énergie fournie par l'action d'une force sur une distance donnée est appelée travail.
En physique, force et énergie sont deux manières différentes de modéliser les phénomènes. Selon les cas, on préfère l'une ou l'autre expression. Par exemple, on pourra traiter la chute d'un objet avec les forces en se servant des lois de Newton, particulièrement la seconde (l'accélération est proportionnelle à la force et inversement proportionnelle à la masse), ou avec les énergies (la diminution de l'énergie potentielle de gravité est égale à l'augmentation de l'énergie cinétique).
Une force travaille (ou effectue un travail) lorsque son point d'application se déplace. Pour le cas d'une force constante, la valeur du travail d'une force, notée W(F), est égale au produit scalaire du vecteur force par le vecteur déplacement.

## Mesure d'une force
Tous les appareils servant à mesurer une force reposent dans leur principe de fonctionnement sur la troisième loi de Newton[réf. nécessaire] : l'idée est de déterminer l'effort nécessaire qu'il faut opposer à la force à mesurer pour atteindre l'équilibre.
Dans le cas particulier du poids, on peut utiliser une balance qui compare le poids à mesurer au poids d'une masse connue.

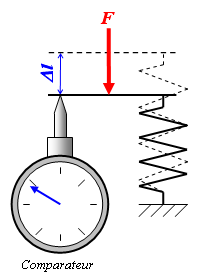
Principe de mesure d'une force avec un dynamomètre.

Pour les autres cas, on utilise généralement un dynamomètre qui est en général constitué d'un ressort dont on connaît la raideur k et dont une extrémité est attachée à un point fixe. On applique la force à mesurer sur l'autre extrémité du ressort et l'on mesure la variation de longueur Δl du ressort. On en déduit la force F par la relation que nous avons vue plus haut :
{\displaystyle F=k\;\Delta l}.
La mesure de la longueur Δl est généralement faite par un comparateur. La force F étant directement proportionnelle à Δl, il suffit de graduer le cadran du comparateur en newtons plutôt qu'en mètres.
Lorsque la force à mesurer est importante, on peut utiliser une barre massive comme « ressort » (cf. la loi de Hooke). La déformation élastique de la barre est alors mesurée avec un extensomètre (ou jauge de déformation) ; il s'agit en général d'un fil en zigzag collé sur la barre, et dont la résistance électrique varie avec l'allongement relatif.